# Daniel I da Armênia
Daniel (em armênio/arménio:  Դանիել; ano de nascimento desconhecido - martirizado em 347), então corepíscopo, foi o 16.º católico da Igreja Apostólica Armênia. Ele foi um sírio que reinou após quatro católicos partas hereditários (Gregório I, seu filho Aristácio I, Vertanes I e Hesíquio I). Ele governou a Igreja armênia por menos de um ano em 347 e foi sucedido por Farnarses I.
Daniel era de etnia siríaca e discípulo de Gregório, o Iluminador. Depois que o rei Tigranes ordenou a morte do católico Hesíquio, ele solicitou a Daniel que o substituísse. No entanto, Daniel recusou a nomeação e acusou o rei de ter um estilo de vida indecente. Irritado com a resposta de Daniel, o rei ordenou que Daniel fosse estrangulado.